# Jan Żochowski
Jan Stefan Żochowski (ur. 2 września 1920 w Gąsocinie, zm. 4 listopada 2011 w Lublinie) – polski architekt.

## Życiorys
Ukończył w 1951 studia na Wydziale Architektury Politechniki Warszawskiej, swoją działalność związał z Lublinem, gdzie współprojektował obiekty przemysłowe m.in. Fabrykę Samochodów Ciężarowych (obiekty biurowe). Jego autorstwa są również budynki mieszkalne przy ulicy Józefa Hempla. W latach 70. i 80. pełnił funkcję architekta miejskiego w Lublinie. Był członkiem Stowarzyszenia Architektów Polskich i Izby Architektów Rzeczypospolitej Polskiej. Odznaczony został Złotym Krzyżem Zasługi (1969), Krzyżem Kawalerskim Orderu Odrodzenia Polski (1977), Złotą Odznaką SARP (1965). Zmarł 4 listopada 2011 w Lublinie, spoczął 7 listopada 2011 na cmentarzu parafialnym w Sońsku.